# Чардачине
Чардачине (серб. Чардачине / Čardačine) — село в общине Биелина Республики Сербской Боснии и Герцеговины. Население составляет 517 человек по переписи 2013 года.

## Достопримечательности
Есть начальная школа, построенная в 2013 году на средства Гаврила Бобара.